# 微微一笑很倾城 (电视剧)
《微微一笑很倾城》 是一部中國大陸的30集的都市青春偶像剧。由上海剧酷文化传播有限公司出品，导演林玉芬执导，好故事工作坊及原著作者顾漫担任编剧一职，亦是顧漫第四部影視作品；並由黄薇担任造型指导，史黎明担任美术指导，由杨洋、郑爽、毛晓彤、白宇等主演。该剧于2015年8月23日在上海举行开机仪式，11月25日全劇殺青，改編自顧漫同名小說《微微一笑很傾城》，講述了一對大學校園風雲人物——貝微微和肖奈因為遊戲相識相知相戀的故事。

## 劇情
美女優等生貝微微（鄭爽飾）立志成為遊戲工程師，以暱稱「蘆葦微微」躋身網遊高手。但因拒絕上傳真實照片而慘遭俠侶「真水無香」無情拋棄，卻意外得到江湖第一高手「一笑奈何」的垂青。為了贏得「俠侶挑戰賽」，微微欣然答應與「一笑奈何」結盟並組隊參賽。兩人一路闖蕩江湖早已心靈相通，可微微做夢也沒想到，一路出生入死的夥伴竟然就是同校風雲人物——肖奈（楊洋飾）。無論線上還是線下，肖奈都是能力出眾的「大神」，更巧的是，他竟然就是遊戲開發測試的負責人。線上是俠侶隊友，線下是工作夥伴，緣分就是這麼妙不可言。當微微發現這件事的時候，兩人就自然而然地在一起了。

## 演員表

### 主要角色
| 演員 | 角色   | 粵語配音 | 简介 |
| 郑爽 | 贝微微 | 何璐怡   | 网名：蘆葦微微 外號：夫人（肖奈專用专称）、微微、三嫂 性格：情商高，善良，敢爱敢恨 属性：PK榜上前十唯一的女玩家，排行第六 職業：紅衣女刀客 武器：大刀 計算機系大二系花。 武漢人，為了要見大城市而到帝都讀大學。 學霸型校級美女，有著美艷的外表極富正義感，校园美女榜排名第二(被人用偷拍的模糊照片放上去投票，不然應該是第一。 崇拜着肖奈，把他当成神一般的存在，称之为大神。 跟真水無香離婚後與一笑奈何結為俠侶，不知道一笑奈何就是肖奈，直到"女賊搶親"視频被風騰科技看中，促成微微與肖奈的第一次見面，微微才發現一笑奈何竟是自己崇拜的肖奈。 正式見面不久便被肖奈套路，默認為戀愛關係，後與肖奈結婚。 因為電腦故障而在電腦不能用的情況下去了網咖上網，在打遊戲不知情的情況下讓肖奈看見了自己熟練的操作。微微在遊戲中與真水無香解除俠侶，後從雷神妮妮的口中得知真水無香要與小雨妖妖結成俠侶，之後她遇見了對決榜首一笑奈何並且對方提出了結成俠侶的請求。 |
| 杨洋 | 肖奈   | 張方正   | 网名 : 一笑奈何 外號：大神、肖师兄、老三、肖哥、老大 性格：腹黑高冷 有義氣 護短 属性：PK榜第一，财富榜第一，裝備、武器和宠物都是神级 職業：魅者 武器：古琴 校草级人物兼风云人物 全能大神 计算机系大四学生 学校篮球队队员 致一科技老闆 擅长古箏、篮球、游泳、围棋、扫雷、鬥地主。 全服第一高手。給人清雅淡逸如水墨的感覺，穩重可靠性格淡漠，但其實也有腹黑的一面。 在網咖见过微微的遊戲操作后就对她動心，知道微微就是「蘆葦微微」，並在遊戲裡與微微結為俠侶，对微微一見钟情。 室友们都称之为“老三”。 在室友里面是年龄最小的成员(皆同齡，用差幾個月算)，但由于在某次扫雷游戏中赢了室友，所以在宿舍排行中成了第一，因为第一名是老大，即默认舍长，要做事，所以自願當老三。 |

### 其他角色
| 演員           | 角色       | 粵語配音 | 简介 |
| 毛晓彤         | 赵二喜     | 黃昕瑜   | 网名：欢天喜地 性格：逗萌、爽朗 属性：新手村的老手 職業：俠客 武器：长剑 慶大计算机系，微微的室友，性格爽朗，爱“暴力”是個小吃貨。 在遊戲遇見曹光，不知曹光誤以為自己是微微，而後發現工作與喜歡的人都是因為微微而怪罪微微，跟微微失和，後因孟逸然與娜娜想要利用她說微微壞話，才發現微微無形中受到了多少攻擊與委屈，跟微微溝通後和好。 畢業後考上外交部，与曹光是欢喜冤家。 於第一集，因為過度使用電量而導致電路故障，與微微修好電路後，微微發現了自己的電腦壞了，便與她一起出外修電腦。 |
| 秦语           | 晓玲       | 葉曉欣   | 微微的室友，大鐘的女朋友，外号“小富婆”。 |
| 宋奕星         | 田丝丝     | 成瑤孆   | 微微的室友，很瘦还喊着减肥。 |
| 白宇           | 曹光       | 張裕東   | 网名：微光 性格：愤世嫉俗 属性：二喜徒弟 武器：長剑 出身外交官世家，慶大外文系大三學生、外文系第一才子，喜欢微微，誤會在遊戲裡的俠侶是微微，但實為二喜，後因微微與肖奈在一起覺得自己被騙，在遊戲中殺了歡天喜地後說出自己是曹光，讓二喜傷心與微微失和，而後因肖奈一句「我的女孩，為什麼不信任。」了解喜歡一個人需要的是信任與坦承，對二喜感到很抱歉，也因為二喜幫忙照顧貓咪那段時間，漸漸喜歡上二喜，畢業後進入外交部。 於第一集，被娜娜得知自己拍到「微微從豪車下來」的照片，便找了「已經刪了」這個理由打發她走。 |
| 郑业成         | 郝眉       | 黃積權   | 网名：莫扎他 外號：美人师兄、美眉师兄、好美师兄、美眉哥和眉妹、江湖人稱眉哥 性格：心善好吃 属性：一笑奈何固定队伍 職業：偃師 肖奈的室友，计算机系大四学生。 致一科技员工，程序部三大神手之一。 其母亲在峨嵋山夢見他是個女孩，所以在他出生前就取好名字了，才叫做郝眉。 畢業後跟K.O.是室友 |
| 牛骏峰         | 半珊       | 鍾見麟   | 网名：愚公爬山 外號：愚公 性格：幽默活泼 属性：一笑奈何固定队伍 職業：俠客 武器：长刀 肖奈的室友，计算机系大四学生篮球队队员。 經常把成語用錯。 年幼时有成语阴影，因名叫于半珊，幼年時常將愚公移山說成愚公搬山而被語文老師體罰很多次。在致一科技策劃部工作。 |
| 崔航           | 丘永侯     | 鄧志堅   | 网名：猴子酒 外號：猴子 性格：开朗毒舌 属性：一笑奈何固定队伍 職業：醫師 武器：拂尘 肖奈的室友，计算机系大四学生篮球队队员，在致一科技策劃部工作。 |
| 张赫           | 甄少祥     | 曹啟謙   | 网名：真水无香 性格：外貌协会 属性：人民币玩家 職業：射手 武器：弓箭 富二代，真亿科技總經理，“芦苇微微”的“前夫”，以貌取人。因为在游戏里微微不肯给照片和见面，所以和微微离了婚，选择和网游里的第一美女，小雨妖妖结婚。 现实中见到微微真人后，对其心动，甩了小雨妖妖，展开对微微的追求。后来因为在网游里跟微微告白，被肖奈看见了，用"我是一笑奈何"秒杀了他。甄少祥才发觉原来一笑奈何就是肖奈，因此恼羞成怒，代表真亿科技参与了风騰新倩女的开发权的争夺赛，势必与肖奈的致一科技一较高下，不过结果却不能如他所愿，發現父親使的小手段，洗心革面離開真億科技。 於第一集，在遊戲裡提出要微微照片時，微微離奇的下了線，他覺得微微不喜歡自己，於是就與她解除俠侶，後與小雨妖妖結成俠侶。 |
| 马春瑞         | 孟逸然     | 張頌欣   | 慶大外文系大三学生，外表清纯，大小姐脾氣。 校园美女排行榜第一名，喜歡肖奈，其實本性不壞，但所交的朋友都是些愛搬弄是非的人，多次被挑撥去破壞肖奈與微微的感情，後聽到娜娜批評自己，才發現自己沒有像微微那樣以真心待人，開學後跟微微道歉，出國留學，有民族乐器特长。 甄少祥表妹。 於第一集，在店裡遇見微微幫助自己，從娜娜口中得知她是貝微微後，便裝作清高制止了微微。 |
| 张彬彬         | K.O.       | 劉奕希   | 餐館厨师 另一身份是國內數一數二的顶尖黑客，後成為致一科技程序員。 細心，很會做家事。 對郝眉關懷備至。 後期是郝眉室友。 |
| 陸妍淇(陆韵煊) | 雷神妮妮   | 何寶珊   | 微微的網上的戰友，愛聽八卦。 於第一集，得知微微與真水無香解除俠侶後，便告知微微真水無香要與小雨妖妖結成俠侶。 |
| 刘钰瑾         | 蝶梦未醒   | 何晶晶   | 碧海潮生閣的前幫主。 戰天下的女友，騙微微參加幫會聚餐目的為了打臉小雨家族（小雨家族一直造謠微微是人妖、醜女。） |
| 章濤           | 戰天下     | 胡家豪   | 碧海潮生閣的幫主。 蝶夢未醒的男友，曾跟小雨青青有曖昧導致與蝶夢分手。 |
| 张超人         | 大鐘       | 李鎮然   | 曉玲男友。 計算機系大四學生。 籃球隊隊員。 |
| 周宸佳         | 娜娜       | 廖杏茵   | 孟逸然的舍友，幫孟逸然出主意追肖奈，實則討厭孟逸然的大小姐脾氣，與曹光為同一社團，为人奸诈。 於第一集，與孟逸然在店裡買東西時遇見了微微與二喜幫助自己。 |
| 刘颖伦         | 雨瑶       | 魏惠娥   | 网名：小雨妖妖 性格：虚荣做作 属性：號稱全服第一美人 職業：醫師 武器：拂尘 小雨家族成员，与真水无香在一起，後因真水無香見到微微本人驚為天人被甩。 於第一集，跟真水無香結成俠侶。 |
| 楊雪莹         | 小雨青青   | 羅孔柔   | 小雨家族成员，喜歡說三道四，與幫會會長戰天下有曖昧。(畫魂) |
| 宋雨晴         | 小雨霏霏   | 曾佩儀   | 小雨家族成员，喜歡出些壞主意。(醫師) |
| 劉倩妤         | 小雨绵绵   | 陳琴雲   | 小雨家族成员。 |
| 胡浩博         | 阿爽       | 巫哲棋   | 天才程式設計師，被肖奈挖到致一科技。他之前最好的哥們被女人害了，於是他便覺得女人很可怕並患上了恐女症。後來為了幫自己的哥們，他透露機密給真億科技，最後離開公司。 |
| 黄柏钧         | 封腾       | 黃啟昌   | 风腾集團總裁。(同為顧漫作品、電視劇【杉杉來了】男主角，由張翰飾演) |
| 陳潔           | 愛香奈兒   | 詹健兒   | 孟逸然的朋友，校園知名才女，經常在論壇發表咖啡、音樂、香水之類的文章，時尚雜誌有專欄。曾在網上發表批評微微的文章，暗指對方波大無腦，後來被郝眉駭入帳號刪除文章，並貼上學校的獎學金名單打臉。 |
| 蔡綱           | 肖教授     | 劉昭文   | 肖奈的父親，考古系教授。 |
| 顧凱麗         | 林教授     | 袁淑珍   | 肖奈的母親，歷史系教授。 |
| 杨雨橙         | 肖舅舅     | 雷霆     | 肖奈的舅舅，網咖老闆。 於第一集，與肖奈在網吧下棋，因肖奈贏了自己而想把網吧給了肖奈，但被肖奈拒絕了，於是便稱讚他是「好伙子」。 |
| 傅隽           | 貝爸       | 張錦江   | 微微的父親。 |
| 楊曼琴         | 陳芳       | 曾秀清   | 微微的母親。 |
| 冷海铭         | 李海濤     | 李錦綸   | 甄總的部下。真億科技遊戲開發部經理。 |
| 程弘冷         | 甄总       | 潘文柏   | 真億科技公司的總裁，甄少祥的父親。 |
| 龍一一         | 甄总的秘書 | 劉惠雲   | 真億科技公司總裁的秘書。 |
| 刘顾浩         | 王总       | 陳卓智   | 風騰科技，封騰總裁的部下。 |
| 邊程           | 小陽       | 謝潔貞   | 微微家教學生。因車禍無法行走。夢想成為遊戲設計師。 |
| 劉杭麗         | 真億人事   |          | |
| 李欣澤         | 阿彩       |          | |

## 電視劇歌曲
| 曲別           | 歌名           | 演唱者       | 作詞           | 作曲           |
| 片頭曲／主題曲 | 一笑傾城       | 汪蘇瀧       | FINALE         | 汪蘇瀧         |
| 片尾曲／插曲   | 微微一笑很傾城 | 楊洋         | 汪蘇瀧、唯乙安 | 汪蘇瀧、劉顏嘉 |
| 插曲           | YAYAYA         | Urban Zakapa |                |                |
| 插曲           | 下一秒         | 張碧晨       | 汪蘇瀧         | 汪蘇瀧         |
| 插曲           | 有點甜         | 汪蘇瀧、BY2  | 汪蘇瀧         | 汪蘇瀧         |
| 插曲           | 有可能的夜晚   | 曾軼可       | 曾軼可         | 曾軼可         |
| 插曲           | 想遇見一个人   | 曾詠熙       | 姚若龍         | 曾嫚姿         |
| 插曲           | 丹青客         | 小曲兒、HITA | 若紫鳶         | 琴宇&LBG       |

## 收視率
| 中国 东方卫视／江苏卫视 首播收视率 （CSM52） |               |          |          |          |          |          |          |                                                        |
| 集數                                         | 播出日期      | 东方卫视 | 东方卫视 | 东方卫视 | 江苏卫视 | 江苏卫视 | 江苏卫视 | 備註                                                   |
| 集數                                         | 播出日期      | 收視率   | 收視份額 | 排名     | 收視率   | 收視份額 | 排名     | 備註                                                   |
| 1-2                                          | 2016年8月22日 | 0.745    |          | 4        | 0.737    |          | 5        |                                                        |
| 3-4                                          | 2016年8月23日 | 0.716    |          | 6        | 0.73     |          | 5        |                                                        |
| 5-6                                          | 2016年8月24日 | 0.82     |          | 5        | 0.919    |          | 3        |                                                        |
| 7-8                                          | 2016年8月25日 | 0.774    |          | 5        | 0.873    |          | 4        |                                                        |
| 9-10                                         | 2016年8月26日 | 0.864    |          | 4        | 0.935    |          | 3        | 江苏《荔枝大剧秀微微一笑很傾城》，收视0.599，份额1.815 |
| 平均收視                                     | 平均收視      | 0.91     |          | 不適用   | 0.965    |          | 不適用   |                                                        |

1. 数据由广视索福瑞提供，调查范围为四岁以上之观众。
2. 以上收视排名包括央视在内。
3. 资料来源：卫视这些事儿 、TV未知数 、数据狮
4. 《微微一笑很傾城》衍生节目除注明外收视均为CSM52城收视

## 宣傳活動
| 宣傳日期      | 活動                                 | 出席演員                                                              |
| ------------- | ------------------------------------ | --------------------------------------------------------------------- |
| 2016年8月15日 | 《微微一笑很傾城》江苏卫视开播发布会 | 杨洋、郑爽、毛晓彤、白宇、郑业成、 崔航、宋奕星、张彬彬、张赫、牛骏峰 |
| 2016年8月17日 | 《微微一笑很傾城》东方卫视开播发布会 | 杨洋、郑爽                                                            |
| 2016年8月20日 | 《微微一笑很倾城》广州粉丝见面会     | 崔航、宋奕星                                                          |
| 2016年8月22日 | 《微微一笑很傾城》优酷开播发布会     | 杨洋、张赫、崔航、郑业成、牛骏峰、宋奕星                              |
| 2016年8月27日 | 《微微一笑很倾城》北京粉丝见面会     | 郑业成、崔航、马春瑞                                                  |
| 2016年8月28日 | 《微微一笑很倾城》济南粉丝见面会     | 崔航、刘颖伦                                                          |